# Grisin à tête rayée
Terenura maculata
Espèce
Statut de conservation UICN

 LC  : Préoccupation mineure
Le Grisin à tête rayée (Terenura maculata) est une espèce de passereaux d'Amérique du Sud de la famille des Thamnophilidae.

## Répartition
Cet oiseau se trouve en Argentine, Brésil et Paraguay.

## Habitat
Il habite les forêts humides tropicales et subtropicales.